# アウトストラーダ A16
アウトストラーダ A16は、アウトストラーダ・デイ・ドゥエ・マーリとも呼ばれ、カンパニア・アペニン山脈を横切りティレニア海とアドリア海をつなぐイタリアのアウトストラーダである。この道路はカンパニア州とプーリア州にまたがりその延長は172kmであり、アフラゴーラでA1と、カノーザ・ディ・プーリアでA14と接続している。この道路は、アウトストラーデ・イタリアにより管理されている。

## 歴史

### 建設計画と当初の意図
当初は現在A14であるカノーザ-バーリの区間と一緒にA17と附番されていたが、A14アウトストラーダ・アドリアティカの完成によりA16と附番し直された。番号の変更は迷信的な理由により提案されたものである。このアウトストラーダがA17だった時には、A16はローマ-チヴィタヴェッキア(現A12)であった。
ナポリとバーリを接続するアウトストラーダの建設は物議を醸した。ティレニア海とアドリア海を接続するための最大の障害はアペニン山脈により形成されている自然であった。事前の計画ではナポリとバーリの間の歴史的接続に似た経路が議論されていた。それは、カンチェッロ方面に国道87号サンニティカをたどり、それからカウディーナ渓谷をあがってベネヴェントに到達する、というものである。ベネヴェントから先については二つの案があった。フォッジャに向かって進むか、アペニン山脈のより南を横切るか、である。後者が選択されたが、標高の高い山岳部の道路設計はかなり困難だった。

### 計画の変更とフィオレンティーノ・スッロの影響
後者が選択された主な理由はふたつあった。フォッジャは既に高速道路網に含まれていること、そしてなにより、南で横切ることで経路がより短くなること、であった。しかし、その後の計画では、公共事業大臣フィオレンティーノ・スッロが設計に介入し、最終的にイルピニアとナポリを高速接続するためにこのアウトストラーダがアヴェッリーノを通るようにした。カゼルタ、ベネヴェント、およびサレルノは既にナポリと鉄道がつながっていたが、1950年代の終わりにアヴェッリーノからナポリに行くにはベネヴェントかコードラでの接続が必要であるため車で数時間と更に鉄道で約半日が必要だった。このように、この計画の最初の区間は完全に改変された。
この道路は、カゾーリア地区のA1アウトストラーダ・デル・ソーレ旧ナポリ料金所の数百メートル北で、A1から分岐して始まる。そしてこのアウトストラーダはノーラに向かい東に進み、海抜649mのモンテフォルテ・イルピーノの峠まで上る。
バイアーノからアヴェッリーノ西までの区間は設計者にとっては非常に難しいものだった。勾配が当時の基準での高速道路としての限界を超えたが、ANASと運輸省は即時に例外を認めた。主となる作業は、ヴィシャーノとモンテフォルテ・イルピーノにまたがる約700mのほぼ全体が屈曲している高架橋だった。しかしこの区間より、次のモンテフォルテの峠からアヴェッリーノまでの区間の方がより困難なものだった。5km弱の間に250m下る必要があったのだ。この経路は完全に山の壁面に構築された。短いものも含めて多くの高架橋があり、多くのカーブはきついものだった。
アヴェッリーノにおけるこの道路の歴史は経路の位置決めに限ったことではなかった。設計者はこの町に2つの出入口を造らねばならなかった。当時の人口わずか4万人の町に二つの出入口を造るという要求は、高速道路会社にとってはまったく不可解なものだった。参考までに、当時1つの町に出入口が2つあったのは、ローマ、ボローニャ、フィレンツェだけである。最終的に、町からナポリへの接続を便利にする西出入口に加え、ふたつめの東出入口は、サレルノ方面の高速接続路およびイルピニアの高地に接続するオファンティーナ国道につながる工業地域の近くに決められた。さらに、アペニン山脈、ミラベッラ峠の中間峠、スカンピテッラの最後の峠を越えるという課題があった。そこからこの道路は極端にまっすぐで平坦になるタヴォリエーレの平野に下る。カノーザ・ディ・プーリアで、A14に合流する。

### 段階的開通
このアウトストラーダの最初に開通した区間はナポリのA1からの分岐部からバイアーノまでであり、1966年1月2日に開通した。その距離は26.889kmでその区間にはポミリアーノとノーラの出入口があった。同年12月22日に、その先バイアーノからアヴェッリーノ南の区間が開通した。
さらにA30の建設の後ナポリ地域の区間でいくつかの改変がなされた。A16ノーラ出入口のA30への移設に加えA16-A30のジャンクションが造られた。そして、古くなったナポリ・スタツィオーネ終点本線料金所(現在は道路警察とプント・ブルーがある場所)のかわりにマルチャニーゼのA1上のナポリ北本線料金所と一緒にサン・ヴィタィアーノにナポリ東本線料金所が造られた。

## 経路の概要

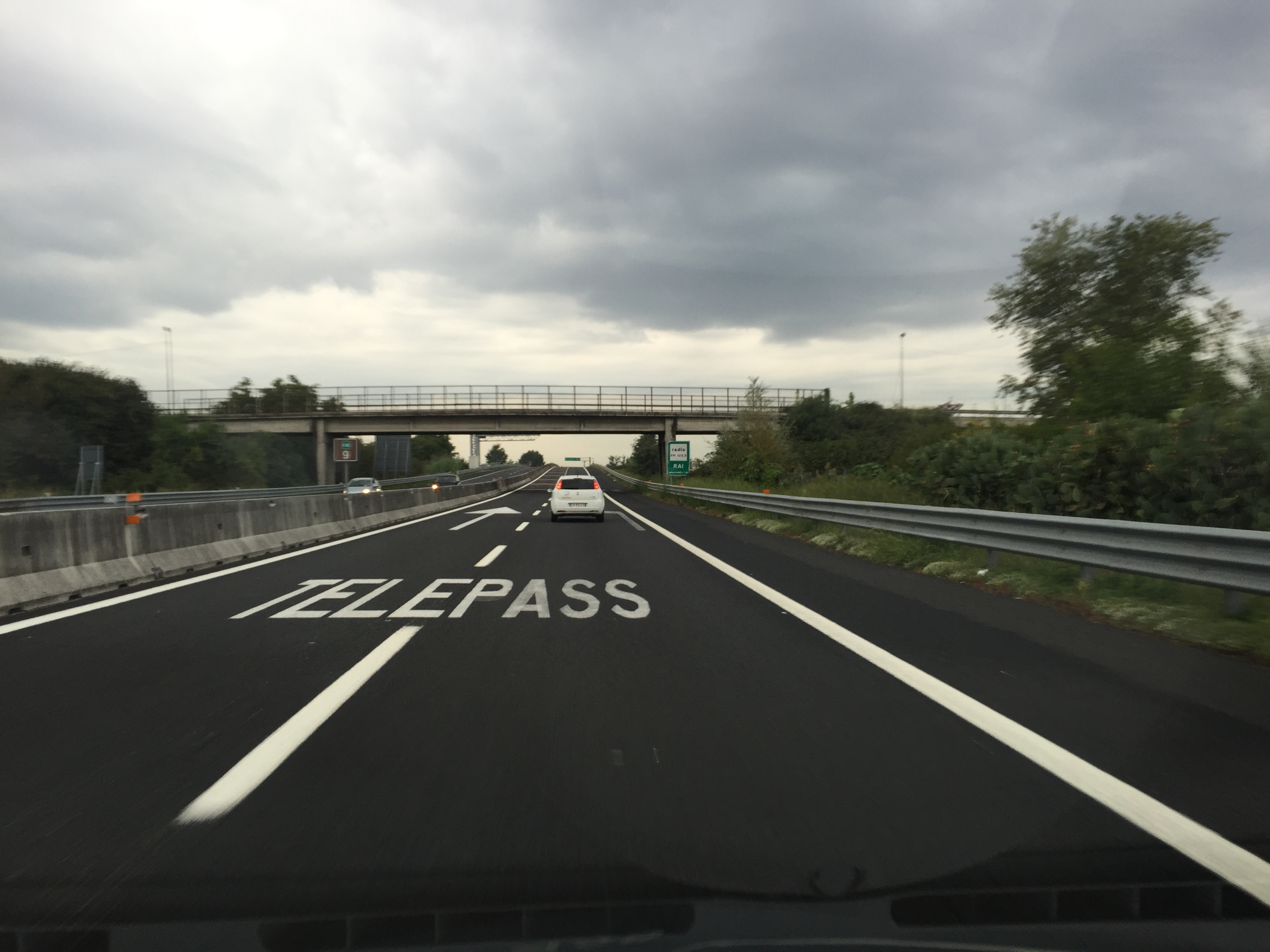
L'autostrada A16 all'altezza della barriera di Napoli.

このアウトストラーダは、ほぼ全区間で片側2車線の構成である。イルピニアでカンパーニャを横切り、ノーラでA30と交差し、サレルノとベネヴェントへの接続が便利なアヴェッリーノを超え、イタリア半島を東西に走る。アペニン山脈、ダウニアの山々を越えプーリア州内のバーリとフォッジャへの接続が便利なカノーザの近くでこのアウトストラーダは終わる。
その土地形状により、アウトストラーダの東側終点部分では、特に大型車両の走行を妨げるほどの強風にしばしばさらされる。急勾配の登り区間では緊急車線をなくし大型車走行用に第3車線(登坂車線)が造られている。冬季(11月から4月)にはバイアーノとカンデーラの間はタイヤチェーン常備が義務付けられている。アペニン山脈の区間では、急に大量の雪が降り、峠を越える車両を止めることがある。危険な状況の時には、ナポリからくる交通はバイアーノ出口で強制的におろされる。こういう状況は珍しいわけではなく、バイアーノ出口の近くには、道路を降りる義務を示す標識が(通常はカバーをかけ見えなくされているが)設置されている。

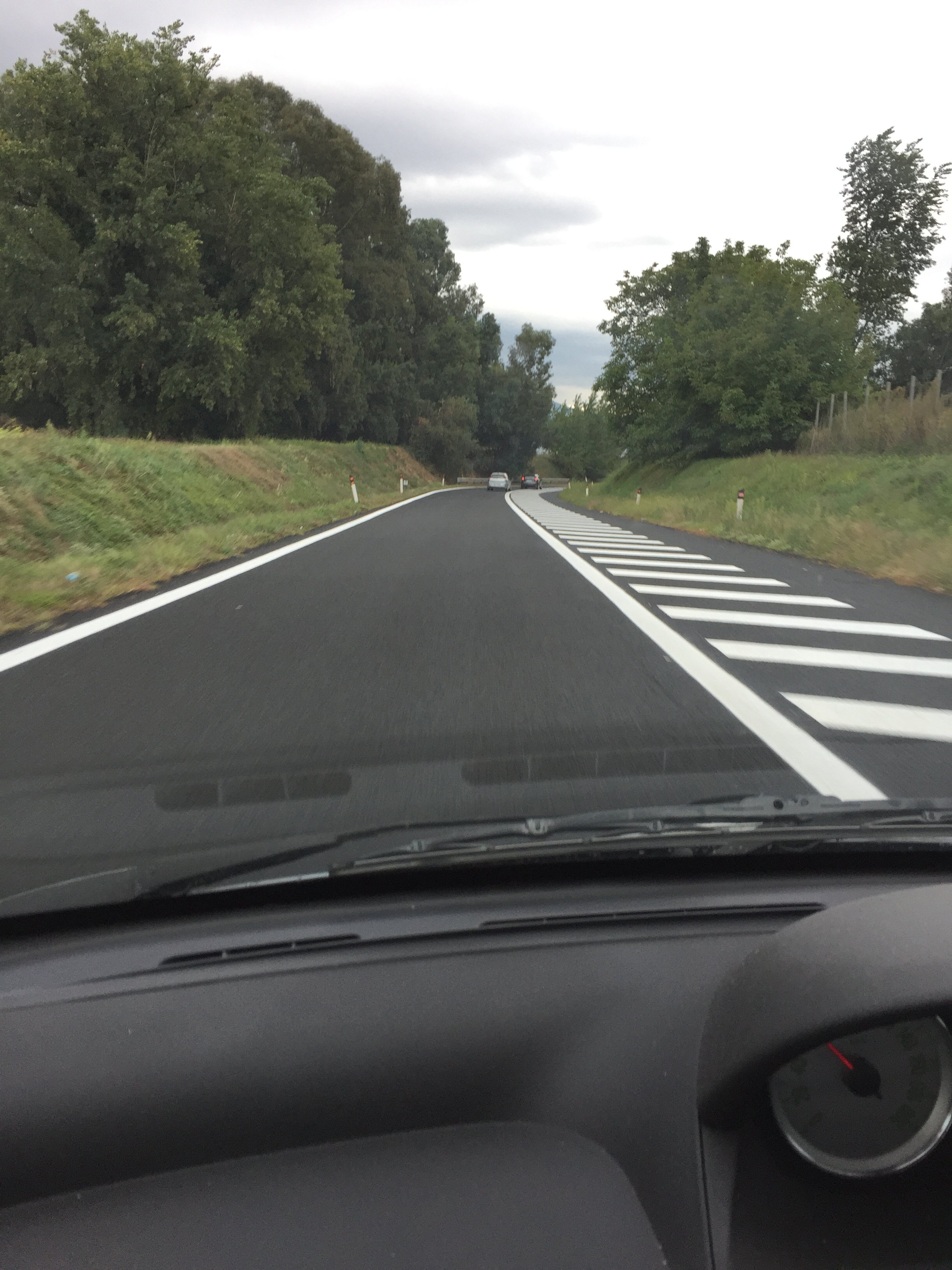
A16の端点、A1ナポリ方面への出口

この有料高速道路はアウトストラーデ・イタリアが管理している。

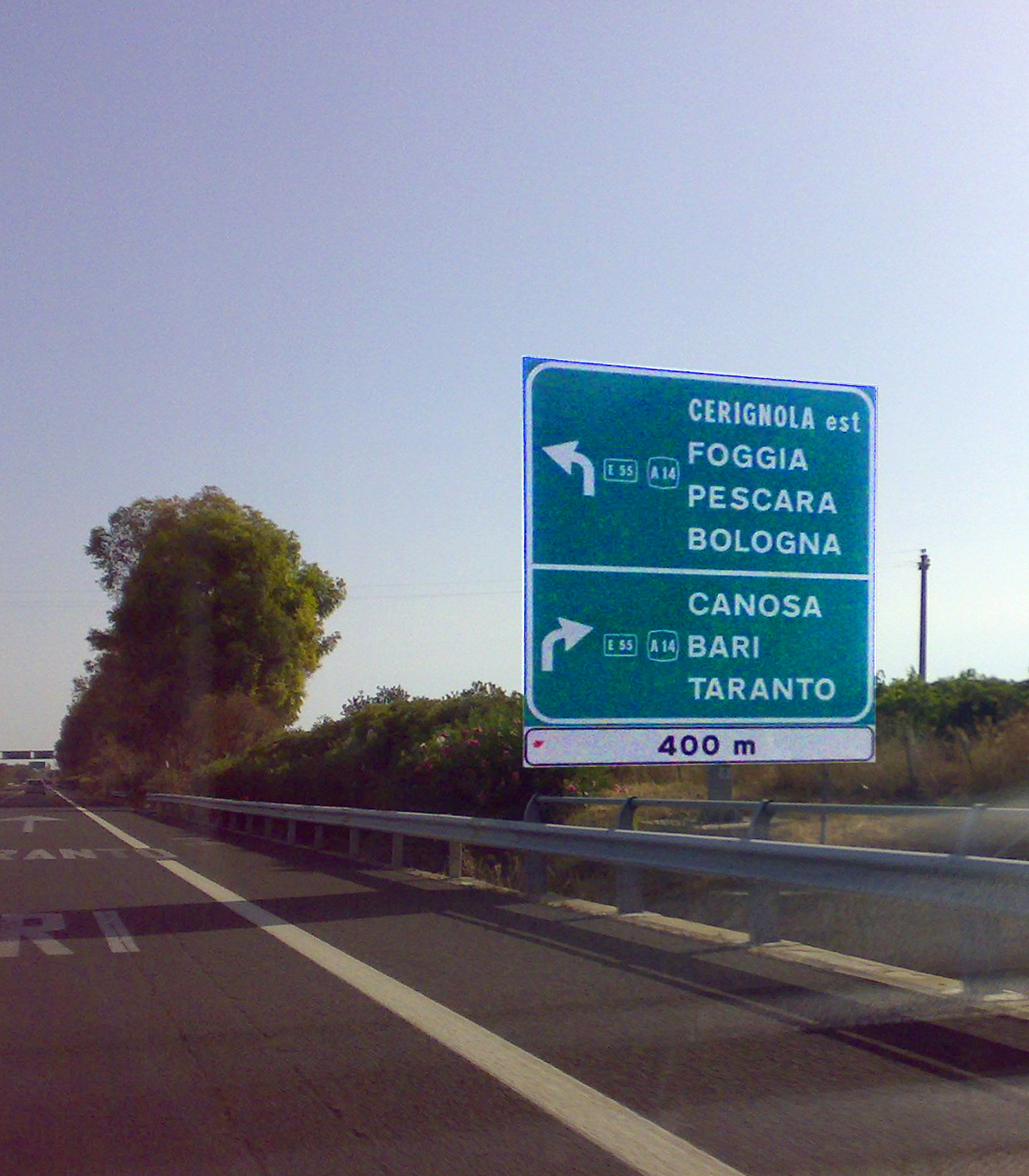
A14とのジャンクション部のA16終点

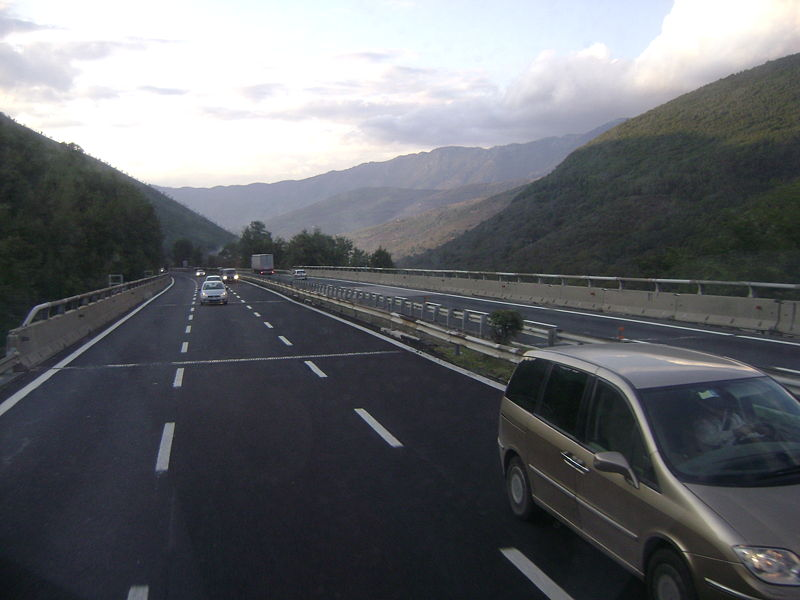
バイアーノとアヴェッリーノ西の間のA16(登坂部の3車線区間)

2005年3月7日に、このアウトストラーダは継続した豪雨により構造的損傷を受けた。特にグロッタミナルダとラチェドーニアの区間は、122.5km地点で発生した地すべりと高架橋支柱のずれにより通行止めになった。その、アルヴェオ・ヴェッキオのサンターガタ・ディ・プーリアとロッケッタ・サンタントーニオの間は3月16日まで通行止めが続いた。当時は、グロッタミナルダの出口を出て、アリアーノ・イルピーノ、ボヴィーノを経由し国道を使ってカンデーラまで迂回せねばならなかった。高架橋の修復が困難だったため、崩れた高架橋の前後約600m区間は横に新しい道路が造られた。

## 行程
| NAPOLI - CANOSA Autostrada dei due mari |                                                                                       |       |       |      |                |
| 種別                                    | 方面                                                                                  | ↓km↓  | ↑km↑  | 地域 | 欧州自動車道路 |
|                                         | Milano - Napoli                                                                       | 0     | 172.5 | NA   |                |
|                                         | "Vesuvio"サービスエリア                                                               | 4     | 168   | NA   |                |
|                                         | Pomigliano d'Arco                                                                     | 7     | 165   | NA   |                |
|                                         | ナポリ東本線料金所                                                                    | 10.5  | 162   | NA   |                |
|                                         | Caserta - Salerno                                                                     | 16    | 156   | NA   |                |
|                                         | Tufino                                                                                | 22.5  | 149.5 | NA   |                |
|                                         | Baiano                                                                                | 26    | 146   | AV   |                |
|                                         | Avellino ovest                                                                        | 41    | 131   | AV   |                |
|                                         | "Irpinia"サービスエリア                                                               | 44    | 128   | AV   |                |
|                                         | Avellino est Avellino Salerno - Reggio Calabria                                       | 49.5  | 125.3 | AV   |                |
|                                         | Benevento Telesina - Telese Terme - Caianello - Roma Sannitica - Campobasso           | 68.6  | 103.9 | AV   |                |
|                                         | "Mirabella"サービスエリア                                                             | 77    | 95    | AV   |                |
|                                         | Grottaminarda                                                                         | 81    | 91    | AV   |                |
|                                         | Vallata                                                                               | 104   | 68    | AV   |                |
|                                         | "Calaggio"サービスエリア                                                              | 106   | 66    | AV   |                |
|                                         | Lacedonia                                                                             | 111   | 61    | AV   |                |
|                                         | Candela Bradanica - Foggia - Gravina - Matera Potenza-Melfi - Melfi - Potenza Bologna | 128   | 44    | FG   |                |
|                                         | "Torre Alemanna"サービスエリア ナポリ方面閉鎖                                         | 137   | -     | FG   |                |
|                                         | "Ofanto"サービスエリア                                                                | 153   | 19    | FG   |                |
|                                         | Cerignola ovest                                                                       | 160   | 12    | FG   |                |
|                                         | Bologna - Taranto                                                                     | 172.5 | 0     | FG   |                |

## 主な事故
1981年2月5日の夕方、ビザッチャ近郊で俳優ジーノ・ブラミエーリとリアーナ・トゥルッシェ(アルド・ジュッフレーの妻)が関与した交通事故が発生した。ふたりを乗せたアルファ6は、衝突後に道路から転落した。トゥルッシェはシートベルトを装着していなかったため、車から投げ出された。
2013年7月28日にアックアロンガ高架橋の大量死亡事故が発生した。モンテフォルテ・イルピーノ近くの高架橋から1台のバスが転落し、死者40人、重軽傷者10人と、イタリアの交通事故の中で最大級の事故となった。そのバスは製造後18年と古く、走行距離は100万kmを超えており、さらに、ブレーキ系統も古かったが、検査には合格していた。